# Landkreis Parsberg
Der Landkreis Parsberg gehörte zum bayerischen Regierungsbezirk Oberpfalz. Sein ehemaliges Gebiet liegt heute im Wesentlichen in den Landkreisen Neumarkt in der Oberpfalz und Regensburg.

## Geographie

### Wichtige Orte
Die einwohnerstärksten Gemeinden waren Velburg, Seubersdorf, Hemau, Beratzhausen, Breitenbrunn und Hohenfels.

### Nachbarkreise
Der Landkreis grenzte 1972 im Uhrzeigersinn im Norden beginnend an die Landkreise Neumarkt in der Oberpfalz, Amberg, Burglengenfeld, Regensburg, Kelheim, Riedenburg und Beilngries.

## Geschichte

### Bezirksamt
Anlässlich der Reform des Zuschnitts der bayerischen Bezirksämter wurde das Bezirksamt Parsberg am 1. Januar 1880 durch Gemeinden der aufgelösten Bezirksämter Hemau und Velburg gebildet.
Am 1. April 1926 wurde das Bezirksamt Parsberg um die Gemeinden Schnufenhofen und Wissing des Bezirksamtes Beilngries vergrößert.
In den Jahren 1938 bis 1940 wurde für die Wehrmacht bei Hohenfels ein Truppenübungsplatz angelegt. Die Bewohner von insgesamt 60 Orten wurden umgesiedelt. Im Landkreis Parsberg waren es die Gemeinden Geroldsee, Griffenwang, Hörmannsdorf, Lutzmannstein, Nainhof-Hohenfels und Pielenhofen. Einige der betroffenen Orte, unter anderem Enslwang, Kittensee, Schwend und Raversdorf, dienen heute als „Übungsdörfer“ für die US-Armee.

### Landkreis
Am 1. Januar 1939 wurde die reichseinheitliche Bezeichnung Landkreis eingeführt. So wurde aus dem Bezirksamt der Landkreis Parsberg.
Am 1. Oktober 1944 wurde der Landkreis Parsberg um die Gemeinden Bergheim und Kirchödenhart des Landkreises Burglengenfeld vergrößert, die in den Heeresgutsbezirk Hohenfels eingegliedert wurden. Am 1. Januar 1963 wechselten die Gemeinden Adertshausen und Hohenburg aus dem Landkreis Parsberg in den Landkreis Amberg.
Am 1. Juli 1972 wurde der Landkreis Parsberg im Zuge der Gebietsreform in Bayern aufgelöst:
- Die Stadt Hemau sowie die Gemeinden Aichkirchen, Beratzhausen, Berletzhof, Brunn, Deuerling, Haag, Hohenschambach, Klingen, Kollersried, Laaber, Langenkreith, Laufenthal, Mausheim, Neukirchen, Oberpfraundorf, Pellndorf, Rechberg, Schwarzenthonhausen und Thonlohe wurden dem Landkreis Regensburg zugeschlagen.
- Die Gemeinden Neulohe und Painten sowie das gemeindefreie Gebiet Paintner Forst kamen zum Landkreis Kelheim im Regierungsbezirk Niederbayern.
- Alle übrigen Gemeinden kamen zum Landkreis Neumarkt in der Oberpfalz.[3][4]

## Einwohnerentwicklung
| Jahr | Einwohner | Quelle |
| ---- | --------- | ------ |
| 1885 | 29.411    | [ 5 ]  |
| 1900 | 28.874    | [ 6 ]  |
| 1910 | 30.091    | [ 6 ]  |
| 1925 | 31.867    | [ 7 ]  |
| 1939 | 31.781    | [ 8 ]  |
| 1950 | 40.655    | [ 9 ]  |
| 1960 | 35.200    | [ 10 ] |
| 1971 | 39.800    | [ 11 ] |

## Gemeinden
Vor dem Beginn der bayerischen Gebietsreform umfasste der Landkreis Parsberg am Ende der 1960er Jahre 66 Gemeinden. Daneben enthält die folgende Liste alle weiteren Gemeinden, die dem Landkreis angehörten.

Landkreis Parsberg, Gemeindegrenzenkarte von 1961

| frühere Gemeinde    | heutige Gemeinde             | heutiger Landkreis                  |
| ------------------- | ---------------------------- | ----------------------------------- |
| Adertshausen1       | Hohenburg                    | Landkreis Amberg-Sulzbach           |
| Aichkirchen         | Hemau                        | Landkreis Regensburg                |
| Batzhausen          | Seubersdorf in der Oberpfalz | Landkreis Neumarkt in der Oberpfalz |
| Beratzhausen        | Beratzhausen                 | Landkreis Regensburg                |
| Bergstetten         | Laaber                       | Landkreis Regensburg                |
| Berletzhof          | Hemau                        | Landkreis Regensburg                |
| Breitenbrunn        | Breitenbrunn                 | Landkreis Neumarkt in der Oberpfalz |
| Brunn               | Brunn                        | Landkreis Regensburg                |
| Buch                | Breitenbrunn                 | Landkreis Neumarkt in der Oberpfalz |
| Darshofen           | Parsberg                     | Landkreis Neumarkt in der Oberpfalz |
| Daßwang             | Seubersdorf in der Oberpfalz | Landkreis Neumarkt in der Oberpfalz |
| Degerndorf          | Lupburg                      | Landkreis Neumarkt in der Oberpfalz |
| Deuerling           | Deuerling                    | Landkreis Regensburg                |
| Deusmauer           | Velburg                      | Landkreis Neumarkt in der Oberpfalz |
| Dürn                | Breitenbrunn                 | Landkreis Neumarkt in der Oberpfalz |
| Eichenhofen         | Seubersdorf in der Oberpfalz | Landkreis Neumarkt in der Oberpfalz |
| Endorf              | Laaber                       | Landkreis Regensburg                |
| Enslwang2           | Hohenfels                    | Landkreis Neumarkt in der Oberpfalz |
| Erggertshofen       | Breitenbrunn                 | Landkreis Neumarkt in der Oberpfalz |
| Frabertshofen2      | Hohenfels                    | Landkreis Neumarkt in der Oberpfalz |
| Geroldsee3          | Velburg                      | Landkreis Neumarkt in der Oberpfalz |
| Griffenwang3        | Velburg                      | Landkreis Neumarkt in der Oberpfalz |
| Großbissendorf      | Hohenfels                    | Landkreis Neumarkt in der Oberpfalz |
| Großetzenberg       | Laaber                       | Landkreis Regensburg                |
| Günching            | Velburg                      | Landkreis Neumarkt in der Oberpfalz |
| Haag                | Hemau                        | Landkreis Regensburg                |
| Hamberg             | Breitenbrunn                 | Landkreis Neumarkt in der Oberpfalz |
| Hemau               | Hemau                        | Landkreis Regensburg                |
| Herrnried           | Parsberg                     | Landkreis Neumarkt in der Oberpfalz |
| Hörmannsdorf        | Parsberg                     | Landkreis Neumarkt in der Oberpfalz |
| Hohenburg1          | Hohenburg                    | Landkreis Amberg-Sulzbach           |
| Hohenfels           | Hohenfels                    | Landkreis Neumarkt in der Oberpfalz |
| Hohenschambach      | Hemau                        | Landkreis Regensburg                |
| Kemnathen           | Breitenbrunn                 | Landkreis Neumarkt in der Oberpfalz |
| Klingen             | Hemau                        | Landkreis Regensburg                |
| Kollersried         | Hemau                        | Landkreis Regensburg                |
| Laaber              | Laaber                       | Landkreis Regensburg                |
| Langenkreith        | Hemau                        | Landkreis Regensburg                |
| Langenthonhausen    | Breitenbrunn                 | Landkreis Neumarkt in der Oberpfalz |
| Laufenthal          | Hemau                        | Landkreis Regensburg                |
| Lengenfeld          | Velburg                      | Landkreis Neumarkt in der Oberpfalz |
| Lupburg             | Lupburg                      | Landkreis Neumarkt in der Oberpfalz |
| Lutzmannstein3      | Velburg                      | Landkreis Neumarkt in der Oberpfalz |
| Mantlach b.Velburg  | Velburg                      | Landkreis Neumarkt in der Oberpfalz |
| Markstetten         | Hohenfels                    | Landkreis Neumarkt in der Oberpfalz |
| Mausheim            | Beratzhausen                 | Landkreis Regensburg                |
| Nainhof-Hohenfels   | Hohenfels                    | Landkreis Neumarkt in der Oberpfalz |
| Neukirchen          | Hemau                        | Landkreis Regensburg                |
| Neulohe             | Painten                      | Landkreis Kelheim                   |
| Oberpfraundorf      | Beratzhausen                 | Landkreis Regensburg                |
| Oberweiling         | Velburg                      | Landkreis Neumarkt in der Oberpfalz |
| Oberwiesenacker     | Velburg                      | Landkreis Neumarkt in der Oberpfalz |
| Painten             | Painten                      | Landkreis Kelheim                   |
| Parsberg            | Parsberg                     | Landkreis Neumarkt in der Oberpfalz |
| Pellndorf           | Hemau                        | Landkreis Regensburg                |
| Pielenhofen3        | Velburg                      | Landkreis Neumarkt in der Oberpfalz |
| Prönsdorf           | Velburg                      | Landkreis Neumarkt in der Oberpfalz |
| Raitenbuch          | Hohenfels                    | Landkreis Neumarkt in der Oberpfalz |
| Rechberg            | Beratzhausen                 | Landkreis Regensburg                |
| Reichertswinn       | Velburg                      | Landkreis Neumarkt in der Oberpfalz |
| Ronsolden           | Velburg                      | Landkreis Neumarkt in der Oberpfalz |
| Rothenbügl4         | Painten                      | Landkreis Kelheim                   |
| Rudenshofen         | Parsberg                     | Landkreis Neumarkt in der Oberpfalz |
| Schnufenhofen       | Seubersdorf in der Oberpfalz | Landkreis Neumarkt in der Oberpfalz |
| Schwarzenthonhausen | Beratzhausen                 | Landkreis Regensburg                |
| See                 | Lupburg                      | Landkreis Neumarkt in der Oberpfalz |
| Seubersdorf         | Seubersdorf in der Oberpfalz | Landkreis Neumarkt in der Oberpfalz |
| Thonlohe            | Hemau                        | Landkreis Regensburg                |
| Unterödenhart1      | Hohenfels                    | Landkreis Neumarkt in der Oberpfalz |
| Velburg             | Velburg                      | Landkreis Neumarkt in der Oberpfalz |
| Willenhofen         | Parsberg                     | Landkreis Neumarkt in der Oberpfalz |
| Wissing             | Seubersdorf in der Oberpfalz | Landkreis Neumarkt in der Oberpfalz |

1 1963 zum Landkreis Amberg

2 1944 im Heeresgutsbezirk Hohenfels aufgegangen

3 1951 abgesiedelt und am 1. Oktober 1970 zur Stadt Velburg

4 1946 nach Painten eingemeindet

## Kfz-Kennzeichen
Am 1. Juli 1956 wurde dem Landkreis bei der Einführung der bis heute gültigen Kfz-Kennzeichen das Unterscheidungszeichen PAR zugewiesen. Es wurde bis zum 30. April 1973 ausgegeben. Seit dem 10. Juli 2013 ist es wieder in den Landkreisen Kelheim und Neumarkt in der Oberpfalz erhältlich.